# Fundoshi

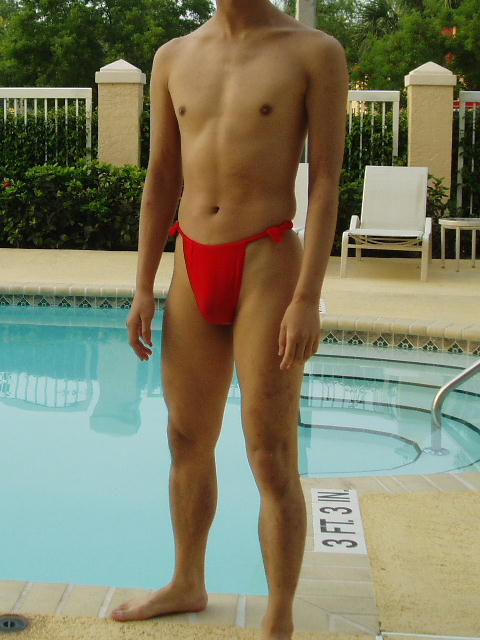
Un uomo con un fundoshi visto da davanti

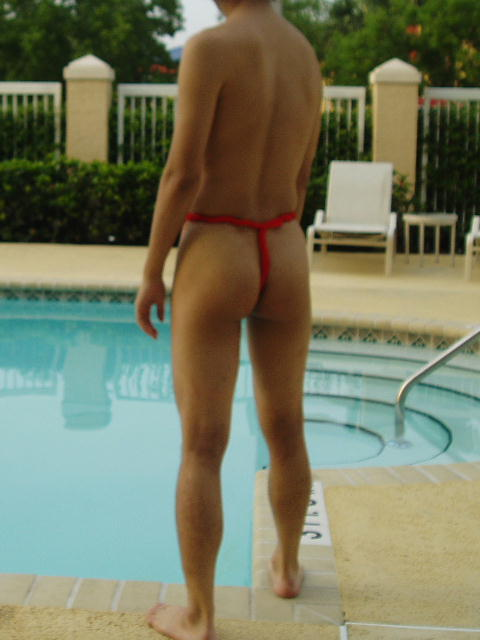
Un uomo con un fundoshi visto da dietro

Il fundoshi (褌?) è un perizoma cingi-lombi tradizionale giapponese indossato da uomini e donne. Viene prodotto con una striscia di tessuto larga uno shaku (misura tradizionale giapponese corrispondente a trentacinque centimetri) e lunga due metri e quaranta centimetri, che viene avvolto su intorno ai fianchi e attorcigliato nella parte posteriore per ottenere l'effetto perizoma.

## Stili ed usi
Il fundoshi viene menzionato per la prima volta nell'opera di storia classica Nihongi ed è stato raffigurato nelle sculture haniwa. Questo indumento era indispensabile per ogni uomo giapponese, ricco o povero, aristocratico o plebeo, fino alla Seconda guerra mondiale, quando l'americanizzazione rese popolare la biancheria intima elasticizzata.

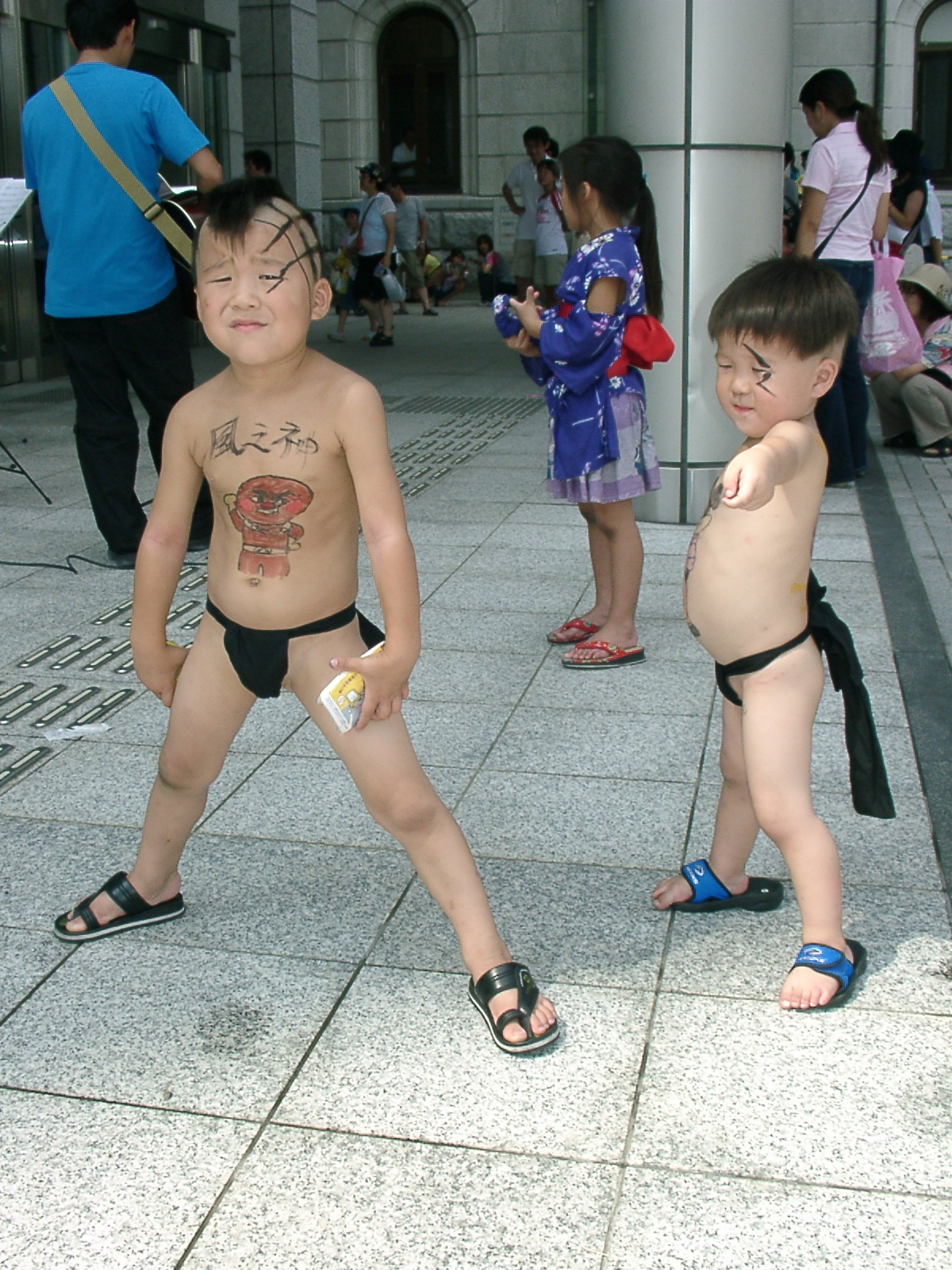
Dei bambini che indossano dei fundoshi ad un festival

Il fundoshi ha vari stili di base. Un primo tipo di fundoshi è poco aderente e viene realizzato con una striscia di tessuto avvolta intorno ai fianchi assicurata nella parte posteriore con un nodo, che viene poi fatta passare tra le gambe e rimboccata davanti, dove viene appesa come un grembiule.
Il secondo tipo viene indossato dalle persone più attive ed è più aderente. È formato da una striscia di stoffa avvolta intorno ai fianchi che viene poi riportata davanti facendola passare tra le gambe e nuovamente fissata sul retro, senza quindi avere un eccesso di stoffa. Questo stile è usato anche per i costumi da bagno maschili tradizionali standard. I bambini che durante gli anni sessanta in Giappone imparavano a nuotare dovevano indossare questo tipo di fundoshi per essere facilmente tirati fuori dall'acqua dalla stoffa sul retro in caso di pericolo.
Il terzo stile, chiamato etchū fundoshi, che si crede che derivi da una provincia imperiale cinese. È formato da un rettangolo di stoffa con un'estremità meno larga dell'altra che ha dei nastri. Viene avvolto intorno ai fianchi e viene tirato da dietro in avanti facendolo passare tra le gambe e sotto la parte anteriore della cintura. La parte in eccesso anche in questo caso viene lasciata libera come un grembiule. Questo tipo di fundoshi veniva usato dalle truppe giapponesi durante i combattimenti nella Seconda guerra mondiale e spesso erano l'unico indumento dei soldati in alcune zone con clima tropicale.
Esistono poi altri modi per indossare il fundoshi, dato che la malleabilità dell'indumento permette combinazioni quasi infinite. I samurai lo indossavano sotto l'armatura, combinata con una camicia shitagi. I fundoshi vengono spesso portati con un hanten (un giubbotto corto in cotone) durante le feste estive dagli uomini e donne che portano il sacrario (mikoshi), durante i riti shinto, o durante la rituale Hadaka Matsuri. Il fundoshi è inoltre ancora usato come costume da bagno tradizionale e come indumento sportivo tradizionale in genere, ad esempio viene portato come sospensorio. Fuori dal Giappone, il fundoshi, è conosciuto principalmente per il gruppo di musicisti Kodō che lo indossano regolarmente.